# Chupinguaia
Chupinguaia is een gemeente in de Braziliaanse deelstaat Rondônia. De gemeente telt 7.843 inwoners (schatting 2009).
De gemeente grenst aan Pimenta Bueno, Parecis, Pimenteiras do Oeste, Vilhena en Corumbiara.